# 小林亮
小林 亮（こばやし りょう、1982年9月12日 - ）は、埼玉県与野市（現・さいたま市中央区）出身の元プロサッカー選手。ポジションはディフェンダー（主にサイドバック）。元プロサッカー選手、サッカー指導者の小林慶行は実兄。妻はモデルの東麻美。

## 来歴
与野西北小学校、八王子中学校、武南高等学校、駒澤大学を経て、2005年に柏レイソルに入団。同年4月9日にデビューし、早々と試合に出始める。本職の右サイドバックの位置には当時波戸康広がいたため、センターバックとしてプレーすることも多かった。新人らしい勢いのあるプレーを見せたものの、チームのシーズン最終順位は16位。J1・J2入れ替え戦にも敗れ、J2降格の憂き目に遭った。
2006年、監督が石崎信弘に交替し、前年度の主力メンバーが抜けた中で右サイドバックのレギュラーポジションを奪取。プレーにも自信を付け、1対1の局面での積極的な仕掛けと、ドリブル突破からのミドルシュートなど攻撃面での成長が光った。右サイドハーフを務める谷澤達也とは特に良いコンビネーションを見せ、2年目ながら48試合中44試合に出場し、チームのJ1復帰に大きく貢献した。
藏川洋平らの台頭もあり、チーム内のポジション争いが激しくなる中で、サイドハーフでプレーする機会も増えていた。
2008年は、出場機会を求め大分トリニータに期限付き移籍。その大分でも出場機会は限られたが、選手層の薄い大分にあって、豊富な運動量と複数のポジションでプレーできる小林は貴重なバックアッパーとしてチームに貢献した。
2009年は、J1初昇格のモンテディオ山形に期限付き移籍。長谷川悠と共に柏からの期限付移籍でプレーすることとなった。2011年に完全移籍。
2015年、ザスパクサツ群馬へ完全移籍。シーズン終了後に現役を引退し、2016年から2019年までFC町田ゼルビアのコーチに就任した。
2020年からはザスパクサツ群馬のコーチを務める。
2023年よりいわきFCのコーチ、ヘッドコーチを務め、2024年11月、退任を発表。

## エピソード
柏時代に高齢者施設を訪問したことをきっかけに、「サッカーで福祉活動ができないか」と考え、NDスタのメインスタンド5席を購入し「コバリョウシート」として提供している。

## 所属クラブ
ユース経歴
- 与野西北SSS (さいたま市立与野西北小学校)
- 1997年 - 1999年 大宮FC (さいたま市立八王子中学校)
- 1998年 - 2000年 武南高等学校
- 2001年 - 2004年 駒澤大学

プロ経歴
- 2005年 - 2010年  柏レイソル
  - 2008年  大分トリニータ (期限付き移籍)
  - 2009年 - 2010年  モンテディオ山形 (期限付き移籍)
- 2011年 - 2014年  モンテディオ山形
- 2015年  ザスパクサツ群馬

## 個人成績
| 国内大会個人成績 | 国内大会個人成績 | 国内大会個人成績 | 国内大会個人成績 | 国内大会個人成績 | 国内大会個人成績 | 国内大会個人成績 | 国内大会個人成績 | 国内大会個人成績 | 国内大会個人成績 | 国内大会個人成績 | 国内大会個人成績 |
| 年度             | クラブ           | 背番号           | リーグ           | リーグ戦         | リーグ戦         | リーグ杯         | リーグ杯         | オープン杯       | オープン杯       | 期間通算         | 期間通算         |
| 年度             | クラブ           | 背番号           | リーグ           | 出場             | 得点             | 出場             | 得点             | 出場             | 得点             | 出場             | 得点             |
| 日本             | 日本             | 日本             | 日本             | リーグ戦         | リーグ戦         | リーグ杯         | リーグ杯         | 天皇杯           | 天皇杯           | 期間通算         | 期間通算         |
| ---------------- | ---------------- | ---------------- | ---------------- | ---------------- | ---------------- | ---------------- | ---------------- | ---------------- | ---------------- | ---------------- | ---------------- |
| 2002             | 駒大             | 4                | -                | -                | -                | -                | -                |                  |                  |                  |                  |
| 2005             | 柏               | 2                | J1               | 21               | 1                | 4                | 0                | 2                | 0                | 27               | 1                |
| 2006             | 柏               | 2                | J2               | 44               | 4                | -                | -                | 2                | 0                | 46               | 4                |
| 2007             | 柏               | 2                | J1               | 9                | 0                | 4                | 0                | 0                | 0                | 13               | 0                |
| 2008             | 大分             | 2                | J1               | 18               | 1                | 7                | 1                | 1                | 0                | 26               | 2                |
| 2009             | 山形             | 20               | J1               | 25               | 0                | 6                | 0                | 1                | 0                | 32               | 0                |
| 2010             | 山形             | 2                | J1               | 16               | 0                | 0                | 0                | 4                | 0                | 20               | 0                |
| 2011             | 山形             | 2                | J1               | 24               | 0                | 1                | 0                | 2                | 0                | 27               | 0                |
| 2012             | 山形             | 2                | J2               | 36               | 1                | -                | -                | 2                | 0                | 38               | 1                |
| 2013             | 山形             | 2                | J2               | 17               | 0                | -                | -                | 0                | 0                | 17               | 0                |
| 2014             | 山形             | 2                | J2               | 6                | 0                | -                | -                | 3                | 0                | 9                | 0                |
| 2015             | 群馬             | 33               | J2               | 34               | 1                | -                | -                | 0                | 0                | 34               | 1                |
| 通算             | 日本             | 日本             | J1               | 113              | 2                | 22               | 1                | 10               | 0                | 145              | 3                |
| 通算             | 日本             | 日本             | J2               | 137              | 6                | -                | -                | 7                | 0                | 144              | 6                |
| 通算             | 日本             | 日本             | 他               | -                | -                | -                | -                |                  |                  |                  |                  |
| 総通算           | 総通算           | 総通算           | 総通算           | 250              | 8                | 22               | 1                | 17               | 0                | 289              | 9                |

その他の公式戦
- 2005年
  - J1・J2入れ替え戦 1試合0得点

## タイトル

### クラブ
大分トリニータ
- Jリーグカップ : (2008年)

## 指導歴
- 2016年 - 2019年 FC町田ゼルビア コーチ
- 2020年 - 2022年 ザスパクサツ群馬 コーチ
- 2023年 - 2024年 いわきFC
  - 2023年 トップチーム コーチ
  - 2024年 トップチーム ヘッドコーチ
- 2025年 - 鹿児島ユナイテッドFC ヘッドコーチ